# Mirage (Franse band)
Mirage is een Franse band genoemd naar het tweede muziekalbum van Camel, Mirage. De muziek van Mirage vindt dan ook haar oorsprong in Camels muziek uit de begin jaren 70. De band brengt onregelmatig albums uit, waarbij bij Borderline geconstateerd werd, dat de muziek zich langzaamaan aan die van Camel ontworstelde.
De band mag niet verward worden met Peter Bardens' Mirage, een afsplitsing van Camel.

## Discografie
- 2001: A Secret Place
- 2004: Tales From A Green Sofa
- 2008: Borderline